# Arbizu
Arbizu es una villa y municipio español de la Comunidad Foral de Navarra, situado en la Merindad de Pamplona, en la comarca de La Barranca y a 38 km de la capital de la comunidad, Pamplona. Su población en 2017 fue de 1119 habitantes (INE). 

## Toponimia
Arbizu significa etimológicamente nabal o campo de nabos. Se trata de un topónimo que proviene de la lengua vasca. Proviene de arbi (nabo en euskera) y el sufijo abundancial -(t)zu. El topónimo se encuentra documentado desde el siglo XIII (Arbiçu, 1268); aunque también se ha recogido la variante Aruiçu (1350). El antiguo sonido de la cedilla, equivalente a la actual tz del euskera, se perdió, sin embargo, tanto en castellano como en euskera. Actualmente el topónimo se transcribe igual en ambos idiomas, aunque en euskera se pronuncia de forma diferente al castellano, siendo su sonido parecido a Arbisu.  
El gentilicio de sus habitantes es arbizuarra, idéntico para hombres y mujeres.

## Geografía

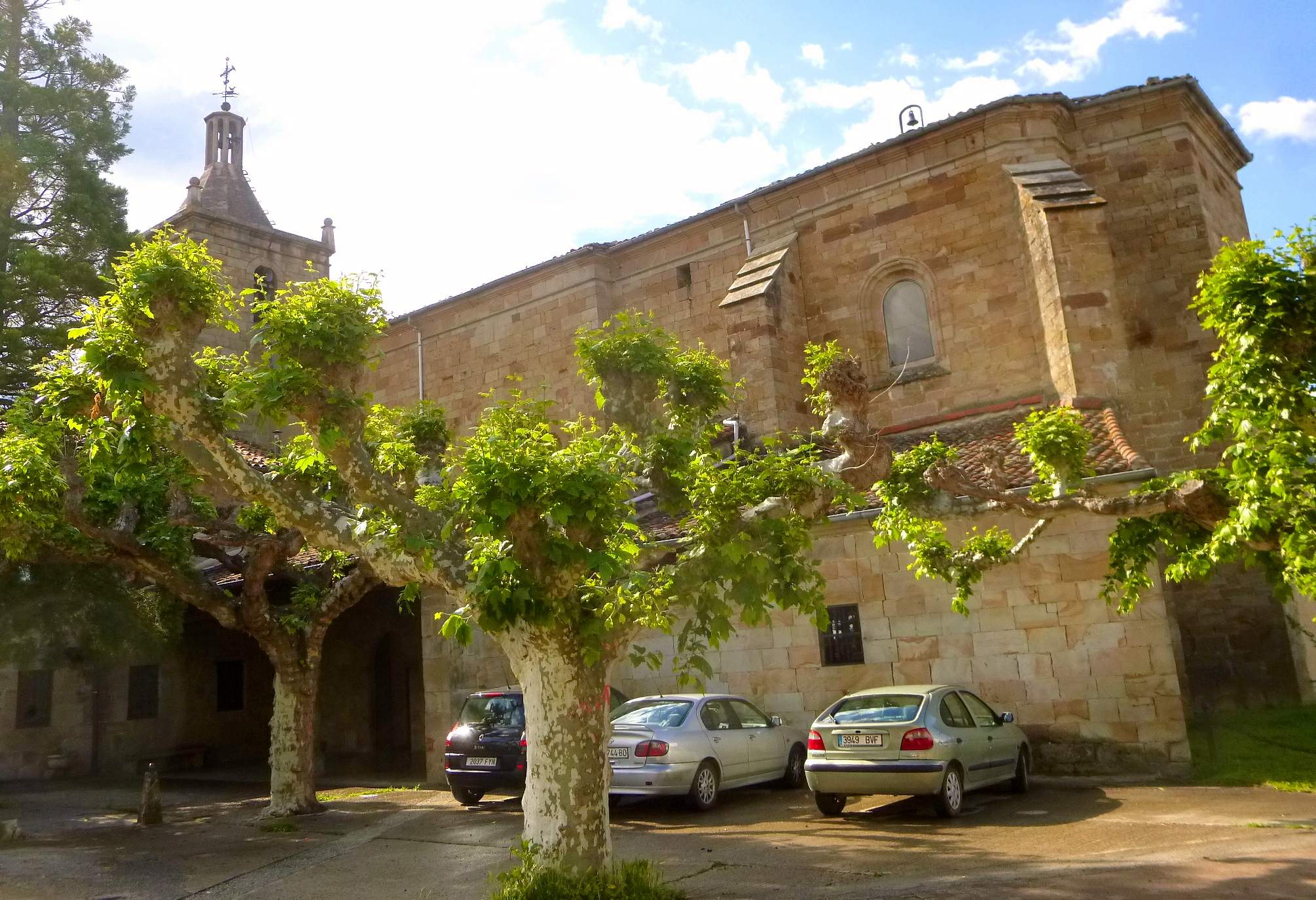
Iglesia de la Natividad de María

Arbizu se halla ubicado entre las sierras de Aralar y Andía, en una zona donde se ensancha la comarca de La Barranca. El río Leciza, procedente de Andía, cruza el pueblo en su camino hacia el Burunda. 
Situado en la merindad de Pamplona, dentro de la comarca de La Barranca, Arbizu se encuentra a 39 km de la capital navarra y a una altitud de 497 m s. n. m.
El término municipal de Arbizu cuenta con una superficie de 14,3 km², dividida en dos partes. En el punto en que es cruzado por el río Burunda tiene una especie de estrechamiento que divide la frontera del pueblo. El núcleo urbano está a 493 m s. n. m.
Sus límites territoriales son: al norte la sierra de Aralar, el este Lacunza y Araquil, al sur Ergoyena y al oeste Echarri-Aranaz. Sus tierras se extienden de norte a sur, desde el monte Aralar hasta la falda de la Sierra de San Donato.
Se dice de Arbizu que es un típico pueblo - calle con planteamiento racional de su caserío, en el que destaca una plaza rectangular al norte. Se encuentra a orillas del río Leciza, cerca de su desembocadura en el río Burunda, a 493 m s. n. m.

## Demografía
Arbizu cuenta con una población de 1108 habitantes (INE 2024).
| Gráfica de evolución demográfica de Arbizu entre 1842 y 2021                                                        |
| |
| Población de derecho según los censos de población del INE Población de hecho según los censos de población del INE |

### Lengua
En Arbizu se conserva una variedad de euskera, con diversas peculiaridades interesantes como el poseer vocales largas en contraste fonológico o poseer una regla de cierre vocálico /a/ > /e/ por umlaut cuando /a/ ocurre en sílaba cerrada y en la sílaba anterior aparece una vocal cerrada /u, i/.

## Localidades hermanadas
- Marda (Palestina)